# Mirage (album Camel)
Mirage – drugi album brytyjskiego zespołu Camel wydany w 1974 roku.
Mirage jest jednym z najbardziej znanych albumów grupy. Zawiera ich najpopularniejszy utwór „Lady Fantasy”. Utwór Nimrodel/The Procession/The White Rider jest inspirowany książką Tolkiena Władca Pierścieni. White Rider symbolizuje czarodzieja Gandalfa, a Nimrodel jest elfickim strumieniem płynącym przez Lothlórien.

## Lista utworów
| 1. | „Freefall” (Bardens)                                                                           | 5:53  |
|    |                                                                                                |       |
| 2. | „Supertwister” (Bardens)                                                                       | 3:22  |
|    |                                                                                                |       |
| 3. | „Nimrodel/The Procession/The White Rider” (Latimer)                                            | 9:17  |
|    |                                                                                                |       |
| 4. | „Earthrise” (Bardens, Latimer)                                                                 | 6:40  |
|    |                                                                                                |       |
| 5. | „Lady Fantasy Suite: Encounter/Smiles for You/Lady Fantasy” (Bardens, Ferguson, Latimer, Ward) | 12:45 |
|    |                                                                                                |       |
|    |                                                                                                | 37:57 |
|    |                                                                                                |       |

### Utwory bonusowe (zremasterowane w 2002 r.)
1. „Supertwister” (wersja live nagrana w The Marquee Club) – 3:14
2. „Mystic Queen” (wersja live nagrana w The Marquee Club) – 6:09
3. „Arubaluba” (wersja live nagrana w The Marquee Club) – 7:44
4. „Lady Fantasy: Encounter / Smiles for You / Lady Fantasy” (inna wersja) – 12:59

## Twórcy
Opracowano na podstawie materiału źródłowego.
- Andrew Latimer – gitara, flet, śpiew
- Peter Bardens – instrumenty klawiszowe
- Doug Ferguson – gitara basowa, śpiew
- Andy Ward – perkusja

## Wydania
- 1974, USA, Janus Records
- 1974, GBR, Deram Records 820 613-2, LP
- 2002, GBR, Londyn 8829292, wydana 3 czerwca 2002, CD (wersja zremasterowana)